# Taylor Swift
Taylor Alison Swift (n. 13 decembrie 1989, West Reading⁠(d), Pennsylvania, SUA) este o cântăreață și compozitoare americană. Recunoscută pentru versurile sale autobiografice, versatilitatea și reinvențiile artistice, și impactul cultural, Swift este o figură proeminentă a secolului XXI. Vânzând peste 200 de milioane de copii la nivel global, Swift este unul dintre cei mai bine vânduți artiști din istorie, cea cu cele mai mari încasări din turnee din istorie, și primul miliardar cu muzica ca principală sursă de venituri. 
În 2005 a semnat un contract cu Big Machine Records, o casă de discuri independentă, unde își face debutul cu albumul Taylor Swift (2006). A explorat country-pop-ul pe albumul Fearless (2008), cu hiturile „Love Story” și „You Belong With Me”, ce au propulsat-o către succes masiv internațional. Continuă să adauge influențe noi muzicii ei cu următoarele albume: Speak Now (2010), incorporând elemente pop-rock, și Red (2012), fiind influențată mai mult ca niciodată de pop, albumul generând hiturile „We Are Never Ever Getting Back Together” și „I Knew You Were Trouble”. Al cincilea ei album, 1989 (2014), este primul în totalitate pop, generând mega-hiturile „Shake it Off” și „Blank Space”. Analiza obsesivă a presei și a publicului asupra vieții personale a lui Swift a influențat cel de-al șaselea ei album reputation (2017), următorul său efort pop, condus de piesa „Look What You Made Me Do”. 
Se desparte de Big Machine Records în 2018 și semnează cu Republic Records. Lansează al șaptelea album, Lover (2019), primul deținut de ea însăși. Swift s-a aventurat în stilurile indie-folk și rock-alternativ pe cele două albume „soră” din 2020, folklore și evermore, și se întoarce la pop cu al zecelea album, Midnights (2022), devenind în săptămâna de lansare a albumului primul artist din istorie care să ocupe întregul Top 10 al Topului Hot 100. Își depășește propriile recorduri cu următorul album The Tortured Poets Department (2024). In același timp își reînregistrează primele 6 albume după o dispută cu vechea casă de discuri, cu subtitlul „Taylor's Version”. Toate aceste albume generează o multitudine de piese #1: „Cruel Summer”, „cardigan”, „willow”, „All Too Well”, „Anti-Hero”,„Is It Over Now?” și „Fortnight”. 
În 2023 artista își începe turneul The Eras Tour, care devine cel mai mare turneu din istorie, primul care să încaseze peste 1 miliard de dolari (totalul depășind de fapt 2 miliarde), și care o propulsează la un nivel de succes nemaivăzut de decenii. În același an, Time a numit-o Person Of The Year—prima persoană recunoscută cu acest titlu pentru activitatea în domeniul artelor din istorie.
Printe altele, are un total de 14 Premii Grammy, primul artist din istorie cu 4 premii Albumul Anului, un record de 40 de Premii American Music, 49 de Premii Billboard Music, 101 de recorduri Guinness și a fost numită „Artista Deceniului” (anii 2010) de către Billboard și Premiile American Music.

## Viață și carieră muzicală

### 1989-2006: Copilăria și începutul carierei
Taylor Alison Swift s-a născut pe 13 decembrie 1989 în West Reading, Pennsylvania, ca fiică a lui Scott Kingsley Swift și Andrea Gardner Swift. Are un frate mai mic, Austin Kingsley Swift. Primii ani din viață i-a petrecut la o fermă de brazi de Crăciun, pe care familia ei o deținea, după care s-au mutat în Wyomissing, Pennsylvania.
La vârsta de 9 ani Taylor devenea din ce în ce mai interesată de teatrul muzical și făcea adesea călătorii la New York pentru lecții de canto și teatru. Își petrecea weekend-urile cântând în baruri și restaurante locale și scriind cântece. După ce și-a îndreptat atenția spre muzica cântărețelor Shania Twain și Faith Hill, celebre în muzica country, Taylor a devenit din ce în ce mai sigură că trebuie să ajungă la Nashville, Tennessee, („capitala muzicii country”) pentru a avea o șansă de a-și lansa cariera muzicală. La 11 ani a făcut prima vizită în Nashville, cu mama sa, când a înregistrat cover-uri la piese lansate de Dolly Parton și Shania Twain, pe care le-a prezentat unor case de discuri, dar a fost respinsă. La 12 ani a luat lecții profesionale de chitară și a început să scrie melodii complet originale. După ce a cântat două dintre aceste melodii la o audiție pentru RCA Records, i-a fost acordat un contract ca „artist aflat în dezvoltare”. Pentru a o ajuta să își continue cariera, familia ei s-a mutat definitiv în Tennessee, când Taylor avea 14 ani, unde a urmat și liceul.
În Nashville, Taylor se întâlnea regulat după ce termina cursurile cu o echipă de scriitori și producători, care au descris talentul ei de a compune cântece ca fiind „foarte natural” și au evidențiat faptul că „avea o viziune foarte clară despre ce voia să cânte și să scrie”. În 2005, în timp ce Taylor cânta la cafeneaua Bluebird Cafe, i-a atras atenția lui Scott Borchetta, care avea să își deschidă propria casă de discuri, Big Machine Records, unde i-a oferit lui Taylor un contract de vânzări. Ea a fost clientă a Big Machine până în 2018.

### 2006-2008:Taylor Swift

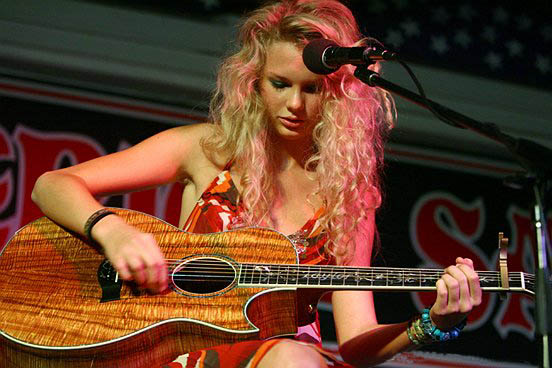
Taylor pe scenă (2006)

La 16 ani, Swift și-a lansat single-ul de debut „Tim McGraw” în 2006. Albumul ei de debut, intitulat după numele ei, a fost lansat pe 24 octombrie 2006.
A ajuns pe locul #5 în topul Billboard 200, unde a petrecut 285 de săptămâni—cel mai longeviv album al aniilor 2000, dar și cel mai longeviv album country din istorie.
Big Machine Records era încă la începuturi în 2006, așa că Swift și mama ei au promovat single-ul „Tim McGraw” împachetând și trimițând personal CD-ul cu piesa la stații de radio. A petrecut majoritatea lui 2006 promovând albumul prin apariții la TV și la posturi de radio country. Borchetta spunea că deși colegii din industrie nu erau de acord cu el oferindu-i un contract unei fete de 15 ani, Swift acționa pe o piață neexploatată până atunci—adolescenți care ascultă muzică country și care se regăsesc în versurile artistei.
A mai lansat 4 single-uri pe perioada 2006-2008, „Teardrops on My Guitar” , „Our Song”, „Picture to Burn” și „Should've Said No”. „Our Song” ajunge pe poziția #1 în topul Billboard Hot Country Songs, făcând-o pe Swift cel mai tânăr artist care să scrie pe cont propriu o piesă #1 în acest top. A mai lansat un album de Crăciun, The Taylor Swift Holiday Collection (2007), și un EP numit Beautiful Eyes (2008).
În 2007, Swift câștigă Premiul Horizon din partea Asociației de Muzică Country și premiul Artista Country Favorită la premiile American Music. Ea a fost nominalizată în 2008 la Premiile Grammy pentru Cel Mai Bun Artist Nou.
Până în prezent, albumul Taylor Swift a vândut peste 12 milioane de exemplare la nivel global.

### 2008-2010:Fearless
Al doilea album al artistei, Fearless, a fost lansat pe 11 noiembrie 2008. Albumul a ajuns pe locul #1 pe Billboard 200, vânzând peste 590.000 de exemplare în prima săptămână în SUA. Primul single, „Love Story” ajunge pe locul #4 pe Hot 100 și devine cel mai bine vândut cântec country din istorie. Au urmat single-urile „White Horse”, „You Belong With Me”, „Fifteen” și „Fearless”. „You Belong With Me” a atins poziția #2 pe Hot 100 și, împreună cu „Love Story”, au fost cele mai ascultate piese ale anului 2009 pe posturile de radio din SUA.
Albumul a devenit cel mai bine vândut album al anului 2009. A petrecut 11 săptămâni pe locul #1 pe Billboard 200, cele mai multe săptămâni pe locul #1 pentru un album country din istorie și a rămas în top timp de 261 de săptămâni. A petrecut 58 de săptămâni în top 10 pe Billboard 200 (peste un an), cele mai multe săptămâni în top 10 pentru un album country. 
O re-înregistrare a albumului, Fearless (Taylor's Version), a fost lansată pe 9 aprilie 2021, în urrma disputei pentru drepturile înregistrărilor cu Big Machine Records. Până în prezent albumul a vândut peste 28 de milioane de copii global (incluzând re-înregistrarea) și a fost certificat „diamant” de către RIAA, lucru echivalent cu vânzarea de peste 10 milioane de copii pe teritoriul american.

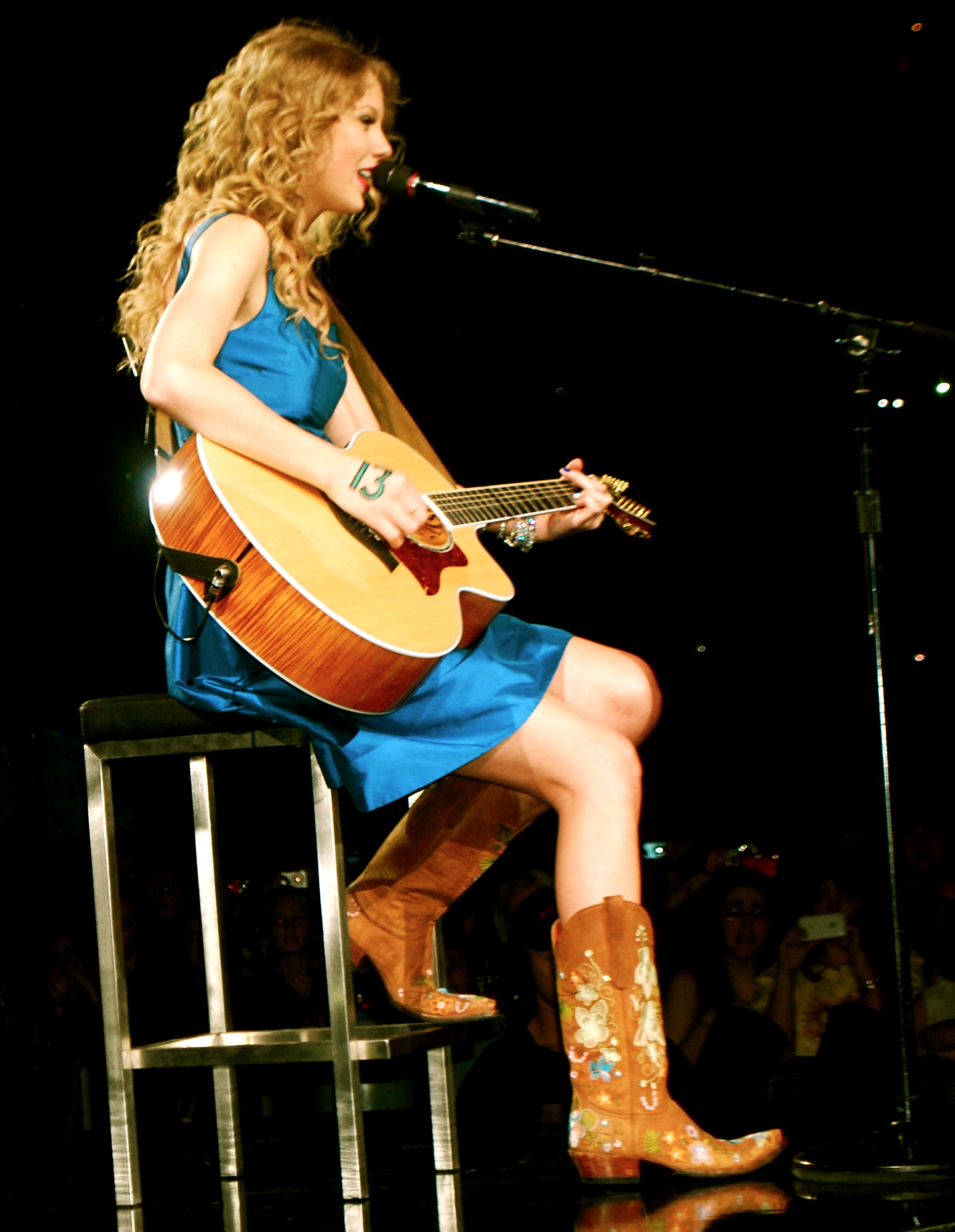
Taylor pe scenă la Turneul Fearless

La Premiile Grammy din 2010, Fearless câștigă Albumul Anului și Cel mai Bun Album Country, Swift devenind cel mai tânăr artist să câștige Albumul Anului (la acel timp), la numai 20 de ani. Câștigă un total de 4 trofee în acea seară. A mai câștigat 5 premii American Music, Entertainer-ul Anului la premiile Country Music Association și multe altele, albumul devenind cel mai premiat album country din istorie.
Albumul a fost promotav și prin primul ei turneu, Turneul Fearless, care a ținut din 2009 până în 2010, a avut o audiență de 1.2 mil. de persoane și a încasat $65 de mil. de dolari.
Taylor a luat parte și la crearea muzicii pentru filmul „Valentine's Day” (2010), lansând single-ul „Today Was a Fairytale”, care a debutat pe locul #2 pe Hot 100.

### 2010-2012:Speak Now
În august 2010 Taylor a lansat primul single de pe al treilea ei album, Speak Now, intitulat „Mine”. Cântecul a debutat pe locul #3 pe Hot 100. Speak Now a fost lansat pe 25 octombrie 2010. Swift scrie pe cont propriu fiecare piesă de pe album, o decizie luată în urma îndoielilor criticilor despre capacitatea artistei de a compune singură. Criticii au apreciat perspectivele adulte ale lui Swift: Rolling Stone a scris: „în doar patru ani, artista de 20 de ani din Nashville și-a pus numele pe trei duzini de cele mai inteligente cântece lansate de oricine în pop, rock sau country”. „Back To December”, „Mean”, „The Story Of Us”, „Sparks Fly” și „Ours” devin următoarele single-uri, toate atingând Top 20 pe Hot 100.
Albumul debutează la numărul #1 pe Billboard 200, cu peste 1 milion de exemplare vândute în prima săptămână, primul ei album să realizeze asta, dar și doar al 16-lea din istorie, la acel timp. Devine primul album din istorie care să aibă toate piesele prezente pe topul Hot 100. O re-înregistrare a albumului, Speak Now (Taylor's Version) , a fost lansată pe 7 iulie 2023, în urrma disputei pentru drepturile înregistrărilor cu Big Machine Records. Albumul a vândut până în prezent peste 21 milioane de copii global (incluzând re-înregistrarea). 
La Premiile Grammy din 2012, piesa „Mean” a câștigat Cel Mai Bun Cântec Country și Cea Mai Bună Performanță Country. Swift câștigă Entertainer-ul Anului de două ori consecutiv (2011 și 2012) la Premiile Country Music Association, 5 premii Ameican Music, pe parcursul 2010-2012, inclusiv Artistul Anului, și i-a fost acordat titlul de „Femeia Anului” în 2011 de către Billboard.

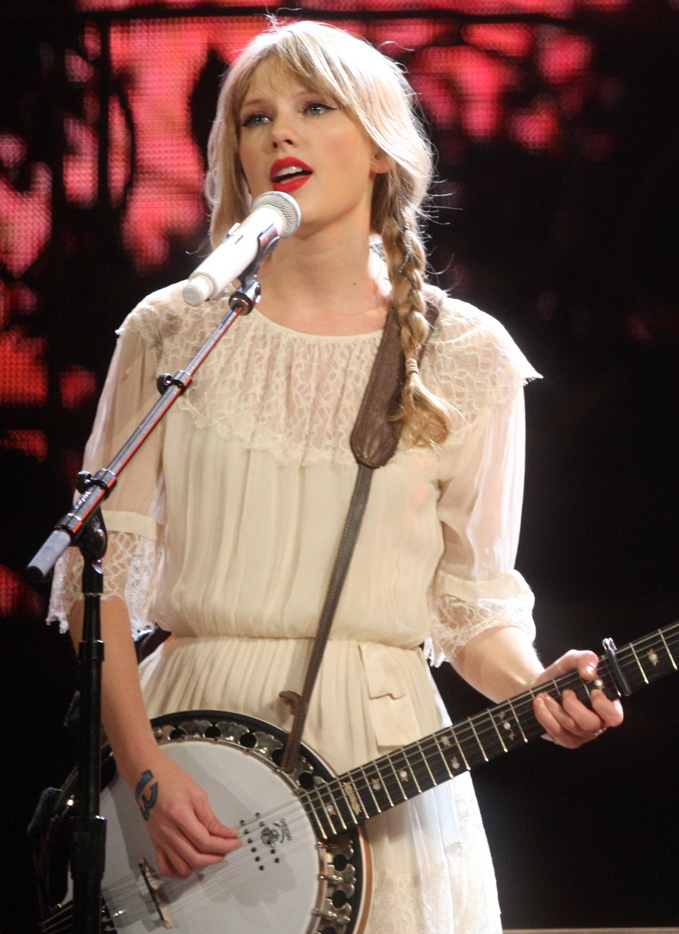
Swift pe scenă la turneul The Speak Now World Tour (2012)

Taylor a îmbarcat într-un turneu mondial numit The Speak Now World Tour, cu o audiență totală de 1.6 mil. de persoane și încasări de $123 de milioane de dolari. A fost lansat un album live intitulat „Speak Now World Tour – Live”.
Ea a luat parte la crearea coloanei sonore pentru „The Hunger Games” (2012), înregistrând 2 cântece, „Safe & Sound” și „Eyes Open”, cu primul câștigând un Grammy și fiind nominalizat la Premiile Globul de Aur.

### 2012-2014:Redși tranziția spre pop
În august 2012 lansează primul single de pe al patrulea ei album, Red, intitulat "We Are Never Ever Getting Back Together". Piesa a devenit prima ei piesă care să ajungă pe locul #1 pe Topul Hot 100. De asemenea, piesa a spart recordul pentru cea mai rapid vândută piesă digitală. Alte single-uri de pe album sunt „Begin Again”, „I Knew You Were Trouble”, care ajunge pe poziția #2 pe Hot 100, „22”, „Everything Has Changed” și „Red”. 
Red a fost lansat pe 22 octombrie 2012. Swift a lucrat, pe lângă vechii ei producători, și cu Max Martin și Shellback, incorporând pentru prima dată în muzica ei, până atunci country, elemente evidente pop. 
Albumul debutează pe locul #1 pe Billboard 200 cu 1.21 de milioane de copii vândute în prima săptămână, fiind al doilea ei album consecutiv să debuteze cu peste 1 mil. de copii, și făcând-o pe Swift prima femeie cu două prime săptămâni de peste 1 mil. din istorie. O re-înregistrare a albumului, „Red (Taylor's Version)” , a fost lansată pe 12 noiembrie 2021, în urrma disputei pentru drepturile înregistrărilor cu Big Machine Records. Albumul a vândut peste 28 de milioane de copii global (incluzând re-înregistrarea).  

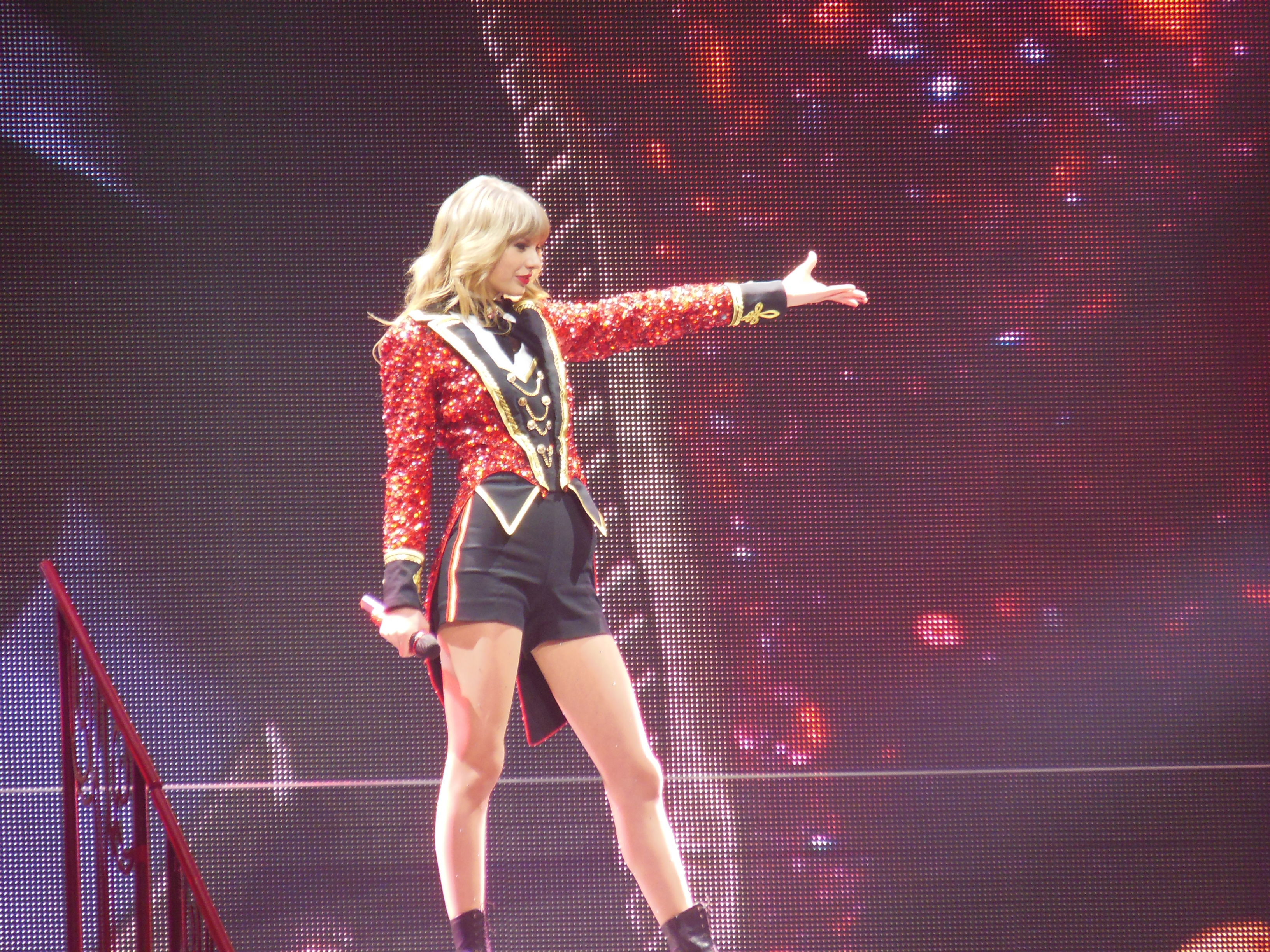
Swift pe scenă la The Red Tour

Albumul a fost susținut de un turneu mondial, The Red Tour, care a încasat $150 de mil. de dolari, cu o audiență de 1.7 de mil. de oameni—cel mai de succes turneu country din istorie. 
Albumul primește 4 nominalizări la Premiile Grammy (2014), inclusiv Albumul Anului. Artista câștigă 5 premii American Music, în 2012 și 2013, inclusiv Artistul Anului. Este onorată cu Premiul Pinnacle de către Asociația de Muzică Country în 2013, făcând-o doar al doilea beneficial al distincției. I-a parte la scrierea unui cântec pentru filmul „One Chance” (2013), numit „Sweeter than Fiction”, pentru care a primit încă o nominalizare la Premiile Globul de Aur.

### 2014-2017:1989
În 2014 Swift se mută în New York, unde a scris mare parte din noul ei album, 1989, primul efort pop, cu o echipă de producătorii ce îi include pe Jack Antonoff, Max Martin, Shellback și Ryan Tedder.
Primul single, „Shake it Off”, lansat pe 18 august 2014, debutează la numărul #1 pe Hot 100, unde a stat 4 săptămâni, și a fost detronat de al doilea single al albumului, „Blank Space”, Taylor devenind prima artistă din istorie care s-a detronat singură de pe poziția fruntașă, și singura până în prezent. Următoarele single-uri au fost „Style”, „Bad Blood”, care în urma lansării unui remix cu rapperul Kendrick Lamar atinge #1 pe Hot 100, „Wildest Dreams”, „Out Of The Woods” și „New Romantics”.
1989 a fost oficial lansat pe 27 octombrie 2014 cu un succes masiv, debutând cu 1.287 milioane de copii în prima săptămână. Era al treilea debut de peste 1 mil. de copii consecutiv al artistei, făcând-o pe ea primul și singurul artist din istorie să realizeze asta. Albumul a petrecut 11 săptămâni pe poziția #1 și devine cel mai bine vândut album al anului 2014. Versiunea re-înregistrată a albumului, 1989 (Taylor's Version), a fost lansată pe 27 octombrie 2023, în urrma disputei pentru drepturile înregistrărilor cu Big Machine Records. Până în prezent albumul a vândut peste 42 de milioane de copii global (incluzând re-înregistrarea).

Swift promozează intens albumul, inclusiv prin a invita fanii la casele ei, cu o lună înaintea lansării, pentru a-l asculta împreună. În noiembrie 2014 artista își scoate întreaga discografie de pe Spotify, criticând politica serviciului de streaming de a plăti artiști. În 2015, într-o scrisoare publică, critică același lucru la Apple Music, iar ziua următoare compania își schimbă politica. Aceste două mișcării au fost esențiale în stabilirea drepturile artiștilor în noua eră a streamingului.

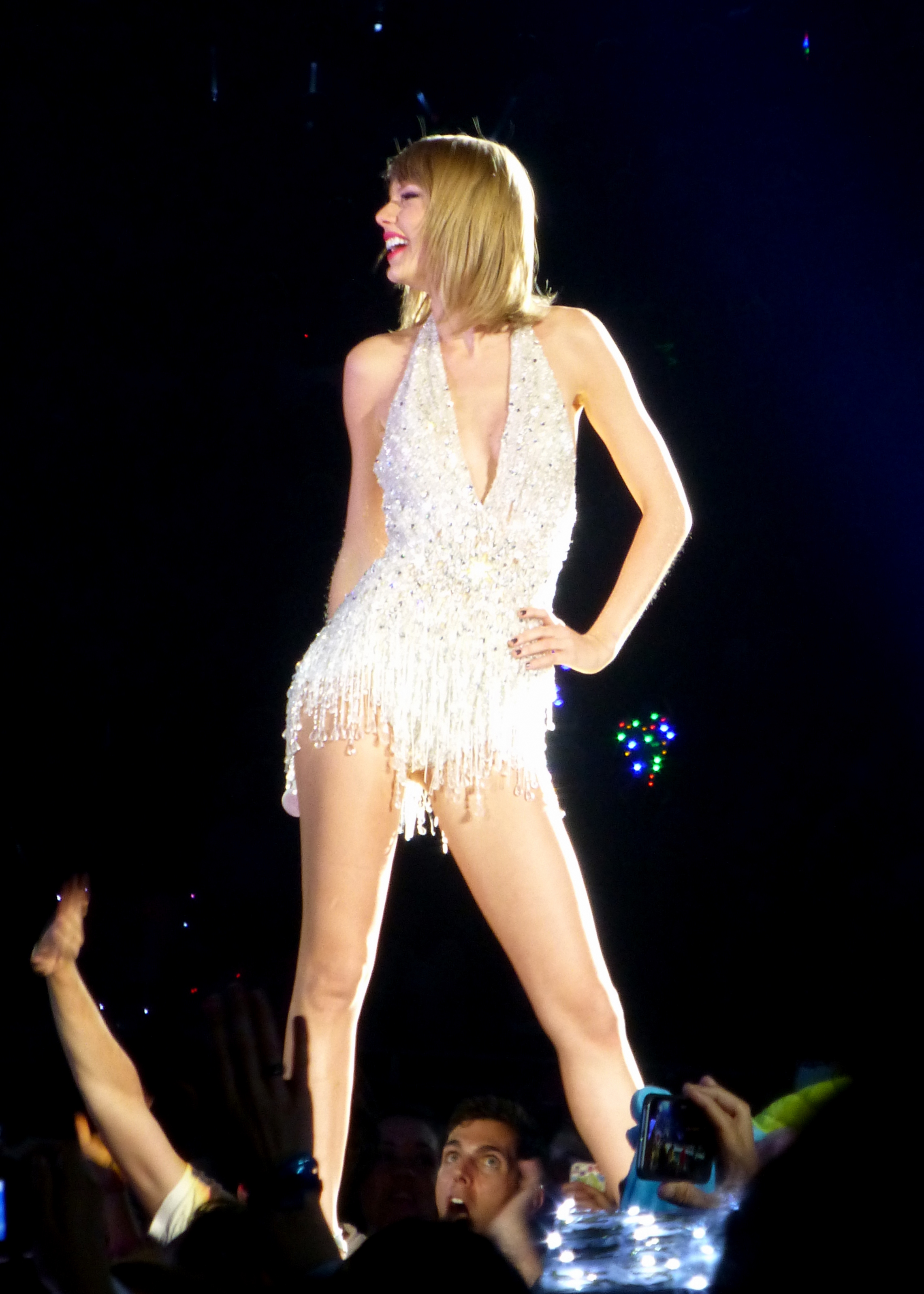
Taylor Swift la unul din concertele din turneul The 1989 World Tour

Albumul a fost susținut și prin turneul mondial „The 1989 World Tour” (2015), care a avut o audiență de 2.2 milioane de persoane și a încasat $250 de mil. de dolari, cel mai de succes turneu al anului 2015.
Albumul devine cel mai premiat album pop din toate timpurile. În 2014, i-a fost acordat premiul „Dick Clark Award for Excellence” de către Premiile American Music. Ea este singurul artist din istorie cu acest premiu. Tot la Premiile American Music, în 2015, Swift câștigă încă 3 premii. Video-ul piesei „Bad Blood” a câștigat la Premiile MTV Video Music Awards Video-ul Anului. La Premiile Grammy din 2016, artista câștigă 3 premii, inclusiv Albumul Anului, devenind prima femeie din istorie care să îl câștige de două ori, și de asemenea primul artist care să îl câștige cu albume de două genuri de muzică diferită (country/pop — de atunci l-a mai câștigat de încă două ori, cu folklore și Midnights).
În 2016, Swift critică versurile noii piese a lui Kanye West, în care acesta spune că „I made that bitch famous”, referință la momentul în care a întrerupt-o în timpul unui discurs la Premiile MTV din 2009. West spune că a primit acordul de la Swift pentru versuri, și soția acestuia de atunci postează clipuri editate ale unei conversații dintre cei doi, înregistrate ilegal, în care face să pară că Swift mințea, și că într-adevăr și-a dat acordul. În 2020 întregul apel este postat anonim pe internet, din care reiese că Swift spunea adevărul. Acest incident lansează o campanie de „hate” online împotriva artistei și aceasta părăsește ochiul publicului pentru aproape un an.
Singura excepție a fost la începutul lui 2017, când a lansat împreună cu Zayn piesa „I Don't Wanna Live Forever”, pentru coloana sonară a filmului „Fifty Shades Darker”, piesă care atinge poziția #2 pe Hot 100.
În vara lui 2017, Swift câștigă un proces împotriva unui DJ care a asaltat-o sexual, după ce acesta a dat-o în judecată pentru pierderile pe care le-a suferit în urma concedierii de la postul radio la care era angajat, cerând mii de dolari. Swift îl dă înapoi în judecată pentru doar un dolar.

### 2017-2019:reputation
În august 2017, toate postările de pe rețelele de socializare ale artistei au fost șterse. Pe 21 august Swift postează 3 video-uri criptice care împreunate reprezentau un șarpe, făcând referire la porecla care i-a fost dată în anii precedenți. Două zile mai târziu, Swift anunță că primul single de pe album va fi lansat ziua următoare, și că albumul în sine va fi lansat pe 10 noiembrie, numit reputation.
„Look What You Made Me Do”, primul single, a fost oficial lansat pe 24 august. A marcat o schimbare drastică în sunet și tematică. Piesa atinge poziția #1 pe Hot 100, spărgând o multitudine de recorduri, inclusiv recordul pentru cele mai multe ascultări într-o zi pe Spotify, la acel timp, cu 8 milioane. Premiera video-ului oficial a avut loc la Premiile MTV Video Music, și a acumulat peste 43 de mil. de vizionări în primele 24 de ore, spărgând recordul pentru cele mai multe vizionări în primele 24 de ore, la acel timp. Alte piese alese ca single-uri au fost „...Ready For It?”, „End Game” și „Delicate”.
Albumul a fost oficial lansat pe 10 noiembrie 2017. A debutat la #1 cu 1.2 milioane de copii vândute în prima săptămână, Swift devenind primul artist din istorie care a debutat cu peste 1 mil. de copii în prima săptămână cu 4 albume diferite. Doar prin aceste vânzări din prima săptămână, albumul devenise deja cel mai bine vândut al anului. 

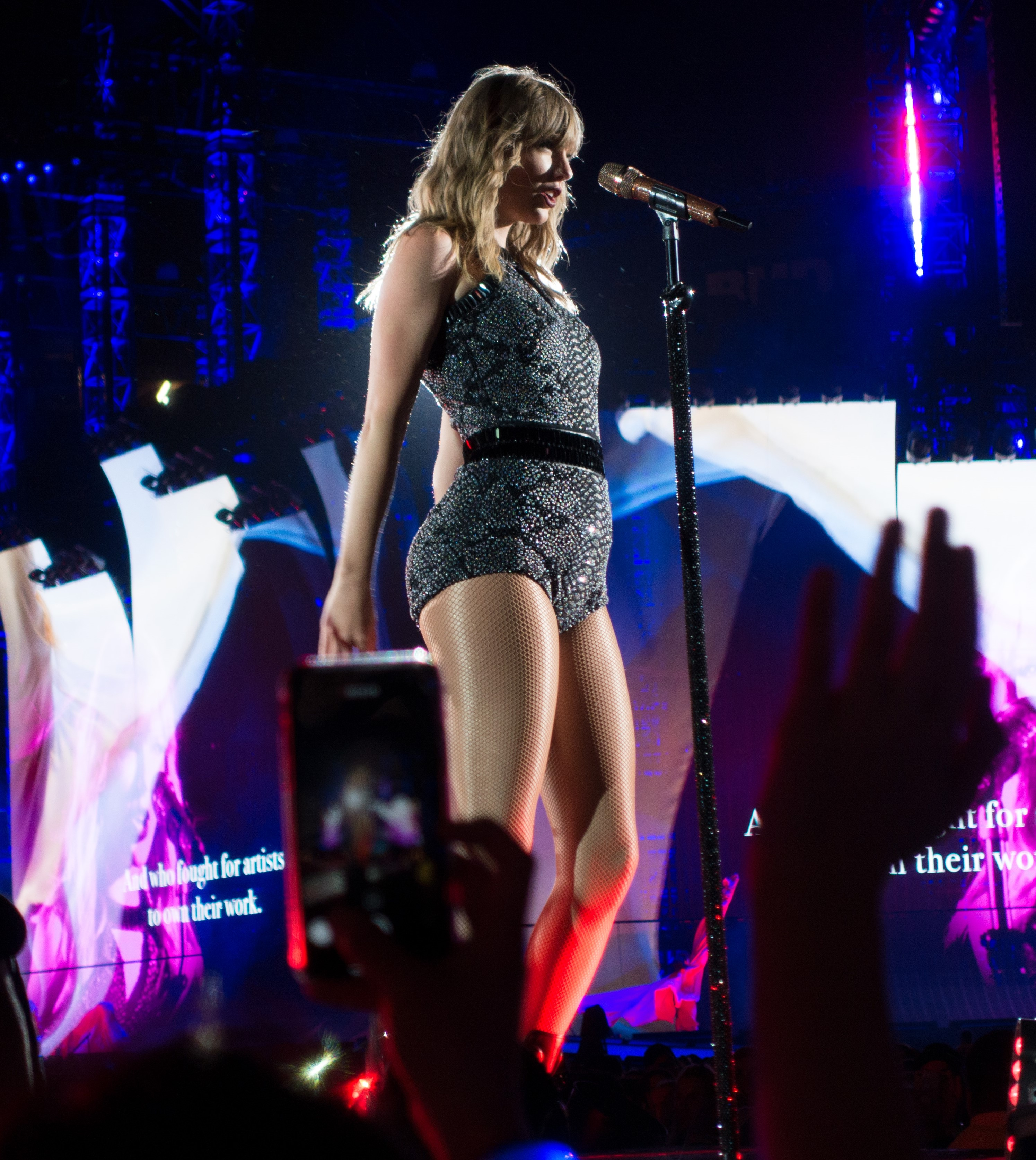
Taylor la un concert din Taylor Swift's Reputation Stadium Tour(2018)

Până în prezent albumul a vândut peste 18 milioane de exemplare global.
Swift câștigă 4 premii American Music în 2018, inclusiv Artistul Anului, când a devenit și femeia cu cele mai multe câștiguri din istoria ceremoniei, iar albumul este nominalizat la Premiile Grammy.
Pentru a susține albumul, Taylor s-a îmbarcat în primul ei turneu exclusiv în stadioane, „Taylor Swift's Reputation Stadium Tour”, care cu 2.8 milioane de spectatori și încasări de $345 milioane de dolari devine cel mai de succes turneu din istoria Statelor Unite (la acel timp). Un film-concert al turneului a fost lansat pe Netflix pe 31 decembrie 2018.
În 2018, Swift semnează un contract cu o nouă casă de discuri, Republic Records și Universal Music Group, după ce contractul ei cu Big Mashine Records a expirat. Un important punct al contractului este ca Taylor va deține în totalitate drepturile de înregistrare pentru tot ce va crea în viitor ca artist, lucru extrem de rar în industria muzicală, și lucru pe care Big Mashine nu i-l acorda. 

### 2019-2020:Lover
Pe 26 aprilie 2019 a lansat primul single de pe al șaptelea ei album, Lover, intitulat „ME!”, o colaborare cu Brendon Urie, care atinge poziția #2 pe Hot 100. Alte single-uri de pe album sunt „You Need To Calm Down”, „Lover”, „The Man” și „Cruel Summer”.
Lover este lansat pe 23 august 2019, debutând la locul #1 pe Billboard 200, cu 867,000 de copii vândute în prima săptămână, cel mai mare debut de la propriul debut cu reputation în 2017. Albumul a fost oficial numit cel mai bine vândut album global al anului 2019. Are un total de peste 22 de milioane de copii vândute până în prezent, iar Swift a fost cel mai bine vândut artist al anului 2019 la nivel global.
După demararea turneului The Eras Tour în 2023, albumul a experimentat o creștere enormă în popularitate, revenind, la 4 ani de la lansare, în Topul 10 al Topului Billboard 200. Împreună cu albumul, una dintre piesele preferate a fanilor și cea care deschide fiecare concert, „Cruel Summer”, a explodat pe serviciile de streaming precum Spotify și Apple Music și a devenit astfel al cincelea single al albumului, atingând în 2023 poziția #1 pe Topul Hot 100, prima piesă #1 a albumului.

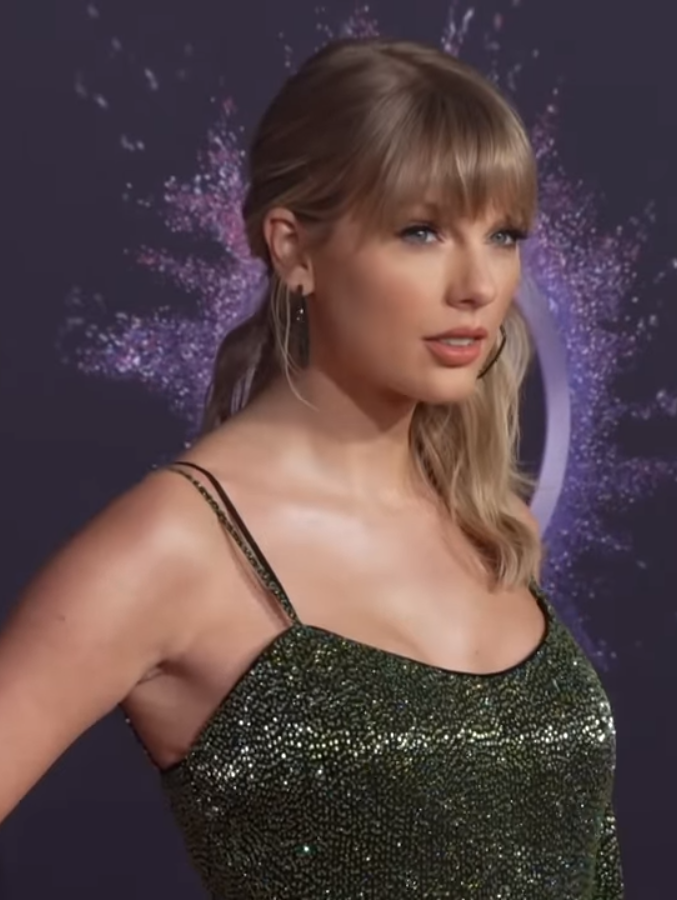
Swift la Premiile American Music (2019)

La Premiile MTV Video Music în 2019, Taylor a câștigat 3 premii, inclusiv Video-ul Anului pentru „You Need To Calm Down”, devenind prima femeie care să câștige cel mai prestigios premiu al ceremoniei de două ori (în prezent are 4). Premiile American Music au onorat-o pe artistă cu titlul de „Artistul Deceniului” pentru tot ce a realizat în anii '10. La ceremonie câștigă un total de 6 premii în acea noapte, devenind cel mai premiat artist din istoria ceremoniei, depășindu-l pe Michael Jackson, cu 29 de premii (în prezent 40). 
La Premiile Grammy 2020, artista a primit 3 nominalizări, inclusiv Piesa Anului pentru „Lover”. La sfârșitul lui 2019, Billboard și-a sărbătorit a 125-a aniversare, publicând „Topul Celor Mai Mari Artiști din Istorie”, unde Swift s-a clasat pe locul #8, între Michael Jackson și Stevie Wonder, fiind singura artistă din top 10 care a debutat în acest secol, dar și singura din top 10 cu mai puțin de 30 de ani de activitate, cu doar 13 de ani de carieră la acea dată. În noiembrie a lansat „Beautiful Ghosts”, aflat pe coloana sonoră a filmului „Cats”, piesa fiind nominalizată la Premiile Golden Globes. În decembrie a lansat un cântec de Crăciun, numit „Christmas Tree Farm”.
Pe 23 ianuarie 2020 documentarul „Miss Americana” a avut premiera la Sundance Film Festival, iar pe 31 ianuarie a fost oficial lansat pe Netflix. Documentarul a fost apreciat atât critic, cât și de publicul general, Swift adresând cele mai importante evenimente recente din viața ei. Scrie și o piesă pentru documentar, numită „Only The Young”.
Albumul Lover trebuia să aibă un turneu mondial corespunzător în 2020, „Lover Fest”, dar care a fost anulat din cauza pandemiei globale de COVID-19.

#### Lupta pentru drepturile înregistrărilor
În iunie 2019, fosta casă de discuri a artistei, Big Machine, a fost cumpărată de Scooter Braun, pentru $330 de milioane de dolari, care conținea drepturile înregistrărilor primelor 6 albume ale lui Swift. Ea a declarat că a încercat să își cumpere propria muzică de ani de zile, dar casa de discuri nu i-a făcut niciun fel de ofertă. De asemenea, ea a aflat de vânzare din presă, nimeni din echipa ei știind că se va întâmpla sau cui îi vor fi vândute. Având în vedere cât de mult Taylor a muncit pe tot parcursul carierei, scriind toate melodiile ei și fiind implicată în tot ce a lansat, ea a spus că „nu are de gând să nu facă nimic în timp ce doi bărbați care nici măcar nu au intrat într-un studio de înregistrări se joacă cu arta ei”. Așadar, a anunțat că începând cu noiembrie 2020 o să înceapă re-înregistrarea fiecărui album, așa cum prevede legea, pentru a putea să le dețină complet.
În noiembrie a aceluiași an, Premiile American Music au onorat-o pe Taylor cu titlul și premiul de „Artistul Deceniului”. Taylor a declarat că voia să cânte cele mai mari hituri ale ei la ceremonie, dar Scooter Braun și fosta casă de discuri nu îi dădeau voie să cânte melodiile de pe albumele trecute, deși este perfect legal. Mai mult, au șantajat-o, spunându-i că o vor lăsa să cânte doar dacă promite să nu mai vorbească despre ei niciodată, încercând să o reducă la tăcere. Toate acestea au șocat industria muzicală, și nu numai, Taylor primind sprijin de la majoritatea artiștilor și a publicului. 
În noiembrie 2020, a fost anunțat că Scooter Braun a vândut drepturile înregistrărilor celor prime 6 albume, pe care le-a cumpărat în iunie 2019, unei companii private numite Shamrock Holdings pentru $450 de milioane de dolari. Taylor a lansat rapid o declarație în care explica situația. Ea a spus că echipa ei a tot încercat pe parcursul anului să negocieze cu Braun, dar singurul mod prin care puteau făcea asta este ca Taylor să semneze un act care să îi interzică artistei să mai vorbească public despre Braun, decât în mod pozitiv, ceea ce evident nu era o posibilitate, echipa ei spunând că nu au mai văzut un asemenea act, decât pentru a reduce la tăcere un acuzator de abuz. De asemenea, Taylor a menționat faptul că noua companie deținătoare a drepturilor a contactat-o după ce vânzarea se desfășurase, pentru a o înștiința, spunându-i și că Scooter Braun a insistat să nu o contacteze pe ea sau echipa ei, altfel înțelegerea ar pica. Într-o lumină pozitivă, Taylor a anunțat că și-a început deja procesul de re-înregistrări ale albumelor, si că s-a dovedit a fi un proces „excitant și plin de creativitate”. 
Artista și-a lansat oficial primul album re-înregistrat, Fearless (Taylor's Version), pe 9 aprilie 2021, fiind urmat Red (Taylor's Version) pe 12 noiembrie 2021. A continuat procesul în 2023, cu Speak Now (Taylor's Version) și 1989 (Taylor's Version). Au devenit, de departe, cele mai de succes eforturi re-înregistrate din istorie.
În 2025, după succesul masiv al albumelor re-înregistrate și al turnelui retrospectiv The Eras Tour, Swift și compania Shamrock Holdings au ajuns în sfârșit la o înțelegere, iar artista și-a putut cumpăra înapoi drepturile pentru înregistrările primelor 6 albume, la prețul de $360 de milioane de dolari, deținând în prezent tot ce a creat vreodată.

### 2020:folkloreșievermore
În timpul pandemiei COVID-19 din 2020, artista lansează două albume surpriză, folklore pe 24 iulie și evermore pe 11 decembrie. Ambele anunțate cu doar câteva ore înainte de lansare și deviind de la sunetul pop al ultimelor albume, adaptând genurile alternative și folk. Swift a scris și înregistrat albumele cu Jack Antonoff și Aaron Dessner ca producători. Albumele au fost extrem de apreciate critic, remarcându-se lirismul poetic și abilitatea artistei de a crea „povești” prin versuri.

#### folklore
Primul și singurul single oficial a fost „cardigan”, care debutează pe poziția #1 pe topul Hot 100, devenind a șasea ei piesă care să ajungă în poziția fruntașă. Prin acest debut, Swift a devenit primul artist din istorie care a debutat atât un album, cât și o piesă la #1 în aceeași săptămână. 
Albumul a debutat la #1 pe topul Billboard 200 cu 846,000 de copii vândute în prima săptămână, cel mai mare debut al anului, dar și cel mai mare debut de la propriul Lover (2019). Prin acest debut artista devine femeia cu cele mai multe albume #1 a secolului XXI—7 (13 în prezent) și se alătură lui The Beatles ca singurii artiști care au debutat cu peste 500,000 de copii cu 7 sau mai multe albume. Albumul a stat 8 săptămâni la #1, făcând-o pe Swift femeia cu cele mai multe săptămâni la #1 din istorie, cu un total de 48 de săptămâni (69 în prezent), depășind-o pe Whitney Houston. Pe Spotify a acumulat 80 de milioane de ascultări în prima zi la nivel global, spărgând recordul pentru cele mai multe ascultări pentru un album de o femeie din istorie (la acel timp).
Albumul a vândut până în prezent peste 17 milioane de copii global. 
La Premiile Grammy (2021), Swift primește 6 nominalizării, și câștigă Albumul Anului pentru folklore, al treilea câștig al carierei, devenind prima femeie din istorie cu 3 premii în această categorie (a devenit între timp singurul artist din istorie care să-l câștige de 4 ori, cu Midnights). La Premiile American Music a câștigat 3 premii, inclusiv Artistul Anului pentru al treilea an consecutiv.
Pe 25 noiembrie, lansează pe Disney+ filmul-concert „folklore: the long pond sessions”, în care Taylor și colaboratorii ei s-au întâlnit pentru prima dată în persoană de la realizarea albumului, explicând ideile din spatele fiecărei piese și cântându-le live pentru prima oară.

#### evermore
Singurul single al albumului, „willow”, a debutat pe poziția #1 pe topul Hot 100, a șaptea ei piesă #1 și al treilea debut pe poziția fruntașă. 
Albumul debutează pe poziția fruntașă a topului Billboard 200—marcând cel mai scurt timp dintre două albume #1 ale unui singur artist și devine artista prima femeie din istorie cu 8 debuturi pe poziția fruntașă (13 în prezent). De asemenea, în săptămâna de lansare, „folklore” revine pe poziția #3, făcând-o pe Swift prima artistă din istorie care să ocupe 2 poziții în Topul 3 al albumelor. Sparge recordul pentru cele mai multe vinyl-uri vândute într-o singură săptămână din istorie (la acel timp), cu 102,000 de copii într-o săptămână.
A fost numită „Scriitorul Anului” de către Apple Music și a terminat 2020 ca fiind cea mai ascultată artistă a anului pe Spotify, cu 5.94 Miliarde de ascultări. De asemenea, a fost numită cel mai bine vândut artist solo al lui 2020, al doilea an consecutiv în care deține acest titlu.

### 2021-2023: Re-înregistrări șiMidnights

#### Fearless (Taylor's Version) și Red (Taylor's Version)
În urma disputei cu fosta casă de discuri, Big Machine Records, despre drepturile înregistrărilor primelor 6 albume ale artistei și vânzarea acestora, Swift se angajează în procesul de a le re-înregistra integral cu scopul de a le deține.
Pe 12 februarie 2021, lansează re-înregistrarea piesei „Love Story”, numind-o „Love Story (Taylor's Version)” / (Versiunea lui Taylor). Debutează cu 7.5 milioane de ascultări în prima zi pe Spotify, cel mai mare debut pentru un cântec country din istorie. Albumul respectiv al piesei, Fearless (Taylor's Version), a fost lansat pe 9 aprilie 2021.
Debutează la #1 în Topul Billboard 200, primul album re-înregistrat care să ajungă pe poziția fruntașă. Swift devine prima femeie care să acumuleze 3 albume #1 în mai puțin de un an (împreună cu folklore și evermore).
În mai 2021 Swift este onorată la Premiile BRIT cu premiul „Global Icon”. Ea este atât prima femeie care să câștige premiul din istorie, dar și primul artist non-britanic care să-l câștige. 
Următorul album re-înregistrat a fost Red (Taylor's Version), lansat pe 12 noiembrie 2021. Conține o versiune extinsă, de 10 minute, a piesei „All Too Well”, ce a fost promovată cu un scurt-metraj numit „All Too Well: The Short Film”, în el jucând Sadie Sink, Dylan O'Brien și Taylor însăși, ea fiind și scriitorul și regizorul filmului. Piesa atinge #1 pe Hot 100, cea mai lungă piesă din istorie care să realizeze această performanță.

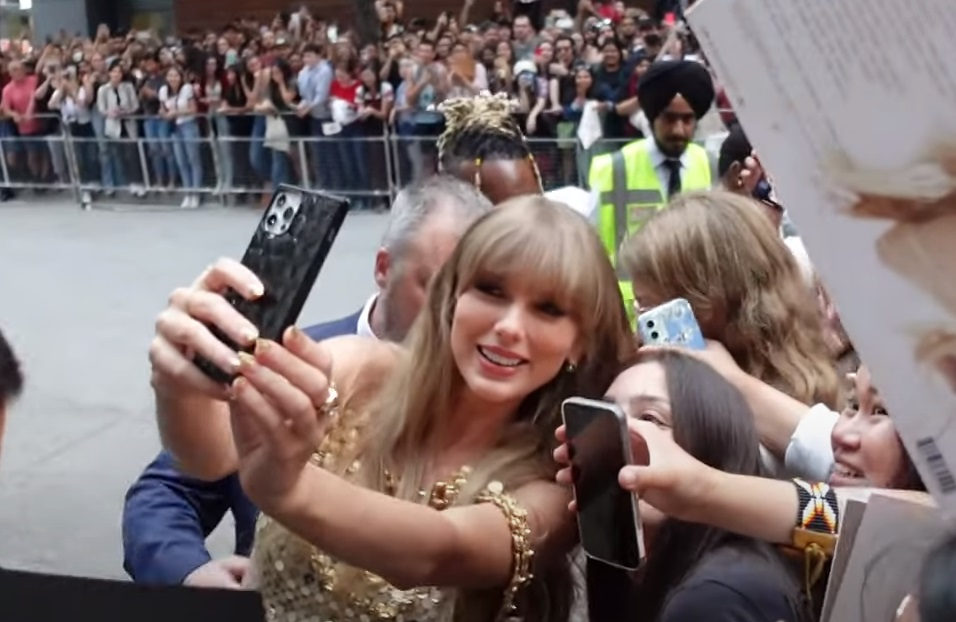
Swift cu fani la Festivalul TIFF 2022, unde a prezentat scurtmetrajul All Too Well

Cu acest album, Swift și-a spart propriul record pentru cel mai mare debut pentru un album feminin din istoria Spotify-ului, cu 90.6 milioane de ascultări în prima zi la nivel global (la acel timp—l-a spart din nou cu Midnights). 
Albumele re-înregistrate a fost aclamate de critici și public, majoritatea spunând că preferă versiunile noi în defavoarea celor vechi. Au fost lăudate pentru o producție mai clară, vocea mai dezvoltată și puternică a artistei din prezent, și per total pentru o experiență mai bună de ascultare. 

#### Midnights
La finalul discursului pentru acceptarea premiului Video-ul Anului pentru „All Too Well: The Short Film”, la Premiile MTV Video Music 2022, Taylor a anunțat că său următorul album va fi lansat pe 21 octombrie 2022. La câteva minute după, aceasta a postat pe rețelele de socializare coperta albumului, numit Midnights. Caracterizat de un sunet electropop și synth-pop, albumul a fost numit de criticii Rolling Stone un „clasic instantaneu”. 
A debutat la #1 cu 1.578 de milioane de vânzări pe topul Billboard 200, cel mai mare debut al întregi sale cariere (la acel timp), și cel mai mare debut în 7 ani, Swift extinsându-și recordul pentru artistul cu cele mai multe albume care au debutat cu peste 1 milion de vânzări, cu 5 albume (6 în prezent). Albumul a demolat recordurile pentru cel mai mare debut pe Spotify din istorie, cu peste 185 de milioane de ascultări în prima zi, și recordul pentru cea mai mare săptămână de vânzări de vinyl-uri, cu peste 575 de mii de copii vândute, mai mult decât triplând recordul anterior. Albumul a vândut până în prezent peste 18 milioane de copii global.
În săptămâna de debut a albumului, Swift a devenit primul artist din istorie care să ocupe întregul Top 10 al Topului Hot 100, prima dată în istorie când nu a fost prezent niciun bărbat în Top 10. „Anti-Hero” a preluat poziția #1, petrecând 8 săptămâni pe poziția fruntașă, cel mai longeviv #1 al artistei. A marcat și cel mai mare debut pe Spotify pentru o piesă din istorie, cu peste 17 milioane de ascultări în prima zi. Următoarele 2 single-uri, „Lavender Haze” și „Karma” au ajuns ambele pe poziția #2. 
Câștigă un record de 9 trofee într-o singură noapte la Premiile MTV Video Music 2023, inclusiv Video-ul Anului pentru „Anti-Hero”, al patrulea trofeu în această categorie (record pentru cele mai multe câștiguri). La Premiile Billboard Music 2023 câștigă 10 trofee, inclusiv Artistul Anului. 
La Premiile Grammy din 2024 albumul câștigă 2 premii, inclusiv cel mai important trofeu al ceremoniei—Albumul Anului, al patrulea câștig al artistei în această categorie, cele mai multe din istorie. 

#### Speak Now (Taylor's Version) și 1989 (Taylor's Version)
La unul din concertele din Turneul Eras, Swift a anunțat lansarea următorului album re-înregistrat, Speak Now (Taylor's Version), pe 7 iulie 2023. Debutează la #1 pe Billboard 200, Swift devenind femeia cu cele mai multe albume #1, dar și artistul cu cele mai multe albume #1 consecutive din istorie—12 (13 în prezent). 
Următorul album re-înregistrat a fost 1989 (Taylor's Version), lansat pe 27 octombire 2023. Devine al șaselea debut al artistei cu peste 1 milion de copii vândute în prima săptămână (record pentru cele mai multe albume care să realizeze această performanță), cel mai mare debut al întregii cariere, dar și cel mai mare debut în 8 ani, cu 1.653 milioane de copii vândute în prima săptămână. Sparge recordul pentru cea mai mare săptămână de vânzări de vinyl-uri—aproape 700.000 de copii. Pe Spotify debutează cu peste 176 de milioane de asculări în prima zi, al doilea cel mai mare debut din istorie, în spatele propriului Midnights. Albumul petrece 6 săptămâni în poziția fruntașă, Swift spărgând recordul pentru cele mai multe săptămâni la #1 pentru un artist solo din istorie (69 de săptămâni), depășindu-l pe Elvis Presley. 
Single-ul albumului „Is It Over Now?” atinge #1 pe Hot 100, detronându-și propria piesă „Cruel Summer”, a doua oară în istorie când se detronează singură. Swift ocupă 8 locuri în Topul 10 al Topului Hot 100 în săptămâna de lansare. 

### 2023-2025: Turneul Eras șiThe Tortured Poets Department
După lansarea albumului Midnights, Swift și-a anunțat următorul turneu mondial, „The Eras Tour” (Turneul Erelor), o celebrare a tuturor „erelor” artistei, fiecare eră fiind asociată cu un album. Turneul începe în martie 2023 și se termină în decembrie 2024, constând în 149 de concerte pe 5 continente cu o audiență de peste 10 milioane de oameni. Cu cele 44 de melodii cântate la fiecare concert, acesta are o durată de peste 3 ore.

2023 marchează cel mai mare an al carierei artistei. Turneul Eras este oficial cel mai de succes turneu din istorie, primul să încaseze peste 1 miliard de dolari, totalul trecând de 2 miliade de dolari. Presa a acoperit pe larg impactul masiv economic și cultural al turneului, evident din cererea fără precedent de bilete, vânzările acestora și recordurilor de audiență. A crescut economii locale, afaceri și turismul și a dominat ciclurile de știri și rețelele de socializare. Filmul concert al turneului este și el filmul concert cu cele mai mari încasări la box office din istorie. 

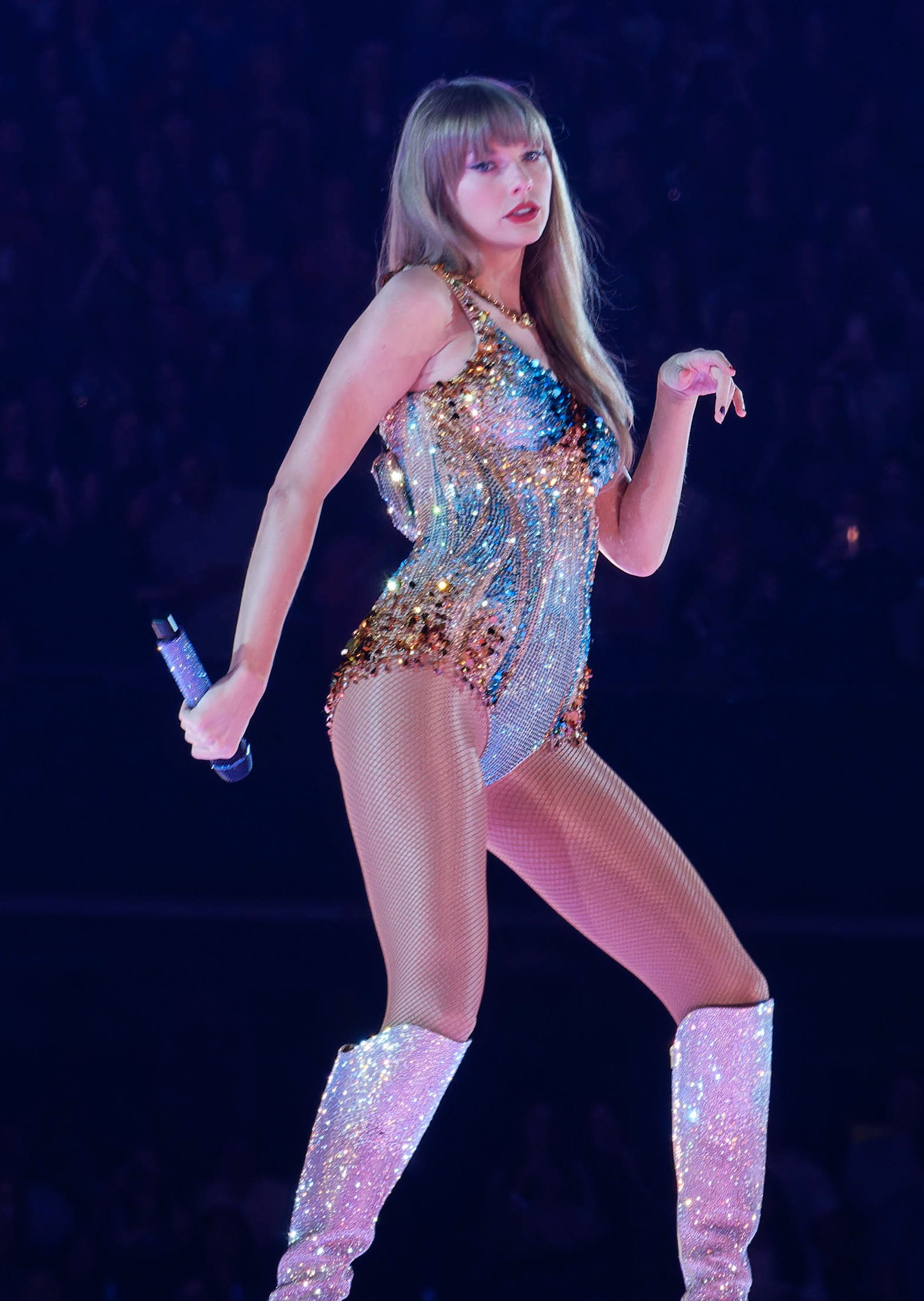
Swift pe scenă la The Eras Tour, în timpul actului Lover (2023)

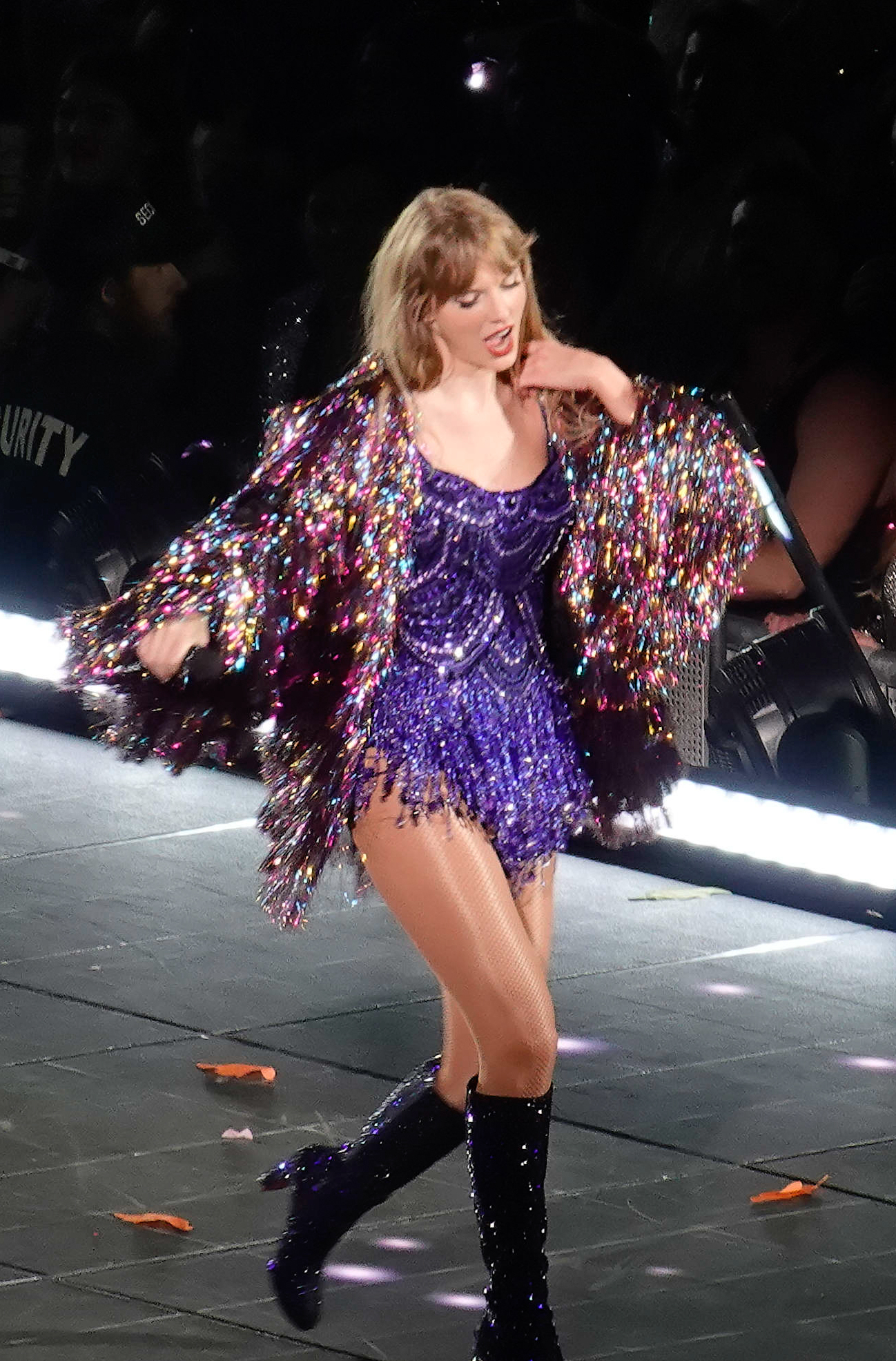
Swift pe scenă la The Eras Tour, în timpul actului Midnights (2023)

În 2023 Swift sparge nenumărate recorduri: cel mai mare an pe Spotify din istorie pentru un artist, cu peste 29 miliarde de ascultări; primul artist cu 5 albume prezente în topul 10 a celor mai bine vândute albume ale anului; primul artist în viață care să plaseze 5 albume simultan în Topul 10 al Topului Billboard 200; vinde peste 40 de milioande de albume global în 2023, cel mai mare an din istorie pentru orice artist. 
Revista TIME o numește „Person Of The Year”, titlu care nu a mai fost acordat niciodată unei persone pentru activitatea în domeniul artelor. Billboard spune că anul pe care artista l-a avut este unul „fără termen de comparație”.

#### The Tortured Poets Department
În timpul unui discurs la Premiile Grammy din 2024 pentru Midnights, artista și-a anunțat următorul album—The Tortured Poets Department. A fost lansat pe 19 aprilie 2024 ca album-dublu, ediția extinsă,The Tortured Poets Departament: The Anthology, conținând 15 piese în plus, pe lângă cele 16 ale ediției standard. 
În mai 2025, după succesul masiv al ultimilor ani, Swift și compania Shamrock Holdings ajung în sfârșit la o înțelegere, iar artista și-a putut cumpăra înapoi drepturile pentru înregistrările primelor 6 albume, la prețul de $360 de milioane de dolari, deținând în prezent tot ce a creat vreodată. Prețul este mai puțin decât cel cu care au fost vândute inițial, datorită strategiei ingenioase a artistei de a își re-înregistra, și în proces, devaloriza albumele originale, ca mai apoi să se afle într-o poziție din care și le-ar putea cumpăra înapoi.

### 2025:The Life of a Showgirl
Pe 12 august 2025, Swift și-a anunțat al doisprezecelea album—The Life of a Showgirl, urmând să fie lansat pe 3 octombrie 2025. 

## Discografie

### Albume
- Taylor Swift (2006)
- Fearless (2008)
- Speak Now (2010)
- Red (2012)
- 1989 (2014)
- reputation (2017)
- Lover (2019)
- folklore (2020)
- evermore (2020)
- Midnights (2022)
- The Tortured Poets Department (2024)
- The Life of a Showgirl (2025)

### Re-înregistrări
- Fearless (Taylor's Version) (2021)
- Red (Taylor's Version) (2021)
- Speak Now (Taylor's Version) (2023)
- 1989 (Taylor's Version) (2023)

## Turnee
- Fearless Tour (2009–2010)
- Speak Now World Tour (2011–2012)
- The Red Tour (2013–2014)
- The 1989 World Tour (2015)
- Reputation Stadium Tour (2018)
- The Eras Tour (2023–2024)

## Filmografie
- Hannah Montana: The Movie (2009)
- Valentine's Day (2010)
- Journey to Fearless (2010)
- The Lorax (2012)
- The Giver (2014)
- The 1989 Tour Live (2015)
- Reputation Stadium Tour Live (2018)
- Cats (2019)
- Miss Americana (2020)
- City of Lover (2020)
- folklore: the long pond studio sessions (2020)
- All Too Well: The Short Film (2021)
- Amsterdam (2022)
- Taylor Swift: The Eras Tour (2023)